# Brigitte Berger
Brigitte Berger (geboren als Brigitte Kellner am 10. August 1928 in Hildburghausen; gestorben am 28. Mai 2015 in Brookline) war eine deutschamerikanische Soziologin.

## Leben
Brigitte Kellners Großvater mütterlicherseits war der Gutsbesitzer und deutschnationale Politiker Friedrich Döbrich, Kellners Mutter brachte das Gut Lindigshof in Dermbach als Mitgift in die Ehe, auf dem Brigitte Kellner und ihr jüngerer Bruder Hansfried Kellner aufwuchsen. Kellners Vater war promovierter und habilitierter Landwirt und ab Mitte der 1930er Jahre Berufssoldat in der Wehrmacht. Er geriet 1945 in sowjetische Gefangenschaft. Die Familie wurde als Großgrundbesitzer in der SBZ enteignet und floh nach Coburg in die Amerikanische Zone, wohin auch der Vater Ende der 1940er Jahre gelangte. 
Sie ging Mitte der 1950er Jahre zur Fortsetzung ihres Geschichtsstudiums in die USA an die Yale University. 1959 heiratete sie den Emigranten und Soziologen Peter L. Berger, sie haben die Söhne Thomas Ulrich Berger und Michael George Berger. Auch ihr Bruder kam zum Studium nach New York. Sie wechselte dann an die New Yorker New School for Social Research, wo sie eine Masterarbeit über Henri de Saint-Simon und eine Dissertation über Vilfredo Paretos Bezug zur Wissenssoziologie schrieb. 
Bergers erste Veröffentlichung 1971 orientierte sich an Max Weber. Sie ging mit Peter Berger zu Ivan Illich in Cuernavaca und war Coautorin bei der Untersuchung The Homeless Mind: Modernization and Consciousness. Sie arbeitete zur Familiensoziologie an der Long Island University und am Hunter College und hatte von 1989 bis 1993 den Lehrstuhl für Soziologie am Wellesley College und an der Boston University inne. 

## Schriften (Auswahl)
- Vilfredo Pareto's sociology as a contribution to the sociology of knowledge. Ph. D. New School for Social Research. New York, 1964
- Societies in change : an introduction to comparative sociology. New York : Basic Books, 1971 ISBN 0-465-07941-5
- Peter L. Berger, Brigitte Berger: Instructor's manual to accompany sociology : a biographical approach. New York: Basic Books, 1972
- Peter L. Berger, Brigitte Berger: Sociology : a biographical approach. Zeichnungen Robert Binks. New York : Basic Books, 1972 ISBN 0465079857
  - Peter L. Berger, Brigitte Berger: Individuum & Co : Soziologie beginnt beim Nachbarn. Übersetzung Monika Plessner. Stuttgart: Dt. Verl.-Anst., 1974 ISBN 3-421-02657-2 (Wir und die Gesellschaft : eine Einführung in die Soziologie – entwickelt an der Alltagserfahrung, 1976)
- Peter L. Berger, Brigitte Berger, Hansfried Kellner: The Homeless Mind: Modernization and Consciousness. Random House, 1973
  - Peter L. Berger, Brigitte Berger, Hansfried Kellner: Das Unbehagen in der Modernität. Übersetzung G. H. Müller. Frankfurt am Main : Campus, 1975
- (Hrsg.): Readings in sociology : a biographical approach. New York : Basic Books, 1974
- (Hrsg.): The Culture of Entrepreneurship. San Francisco: ICS Press, 1991
- Peter L. Berger, Brigitte Berger: The war over the family : capturing the middle ground. London : Hutchinson, 1983
  - In Verteidigung der bürgerlichen Familie. Übersetzung Bernadette Eckert. Frankfurt am Main: S. Fischer, 1984
- The Colonization of the Public Sphere by the Rationality of the Lifeworld. In: Michael Wicke (Hrsg.): Konfigurationen lebensweltlicher Strukturphänomene : soziologische Varianten phänomenologisch-hermeneutischer Welterschließung. Hansfried Kellner zum 60. Geburtstag. Opladen: Leske + Budrich, 1997, S. 212–228
- The family in the modern age : more than a lifestyle choice. New Brunswick, N.J. : Transaction Publ., 2002